# XVII з'їзд ВКП(б)
XVII з'їзд Всесоюзної комуністичної партії (більшовиків) — відбувався у Москві з 26 січня до 10 лютого 1934 та отримав назву «З'їзд переможців».
Також відомий як «З'їзд розстріляних», оскільки більше половини його делегатів було репресовано за часів Великого терору.
На з'їзді були присутні 1966 делегатів, із них: 1227 з вирішальним голосом, 739 із нарадчим голосом.

## Порядок денний
- 1. Звітна доповідь ЦК ВКП(б) (Сталін Йосип Віссаріонович)
- 2. Звітна доповідь Центральної ревізійної комісії (Владимирський Михайло Федорович)
- 3. Звітна доповідь ЦКК— РСІ (Рудзутак Ян Ернестович)
- 4. Звіт делегації ВКП(б) до ВККІ (Мануїльський Дмитро Захарович)
- 5. План другої п'ятирічки (Молотов В'ячеслав Михайлович і Куйбишев Валеріан Володимирович)
- 6. Організаційні питання (партійне та радянське будівництво) (Каганович Лазар Мойсейович)
- 7. Вибори центральних органів партії

## Рішення з'їзду

### У галузі політичного будівництва
Ухвалені документи:
- 1. За звітом ЦК ВКП(б)

Схвалити політичну лінію та практичну роботу ЦК ВКП(б), а також звітну доповідь товариша Сталіна та запропонувати всім парторганізаціям керуватись у своїй роботі положеннями і завданнями, висунутими у доповіді товариша Сталіна.
- 2. За звітом Центральної ревізійної комісії

Затверджено звіт
- 3. За звітом ЦКК-РСІ

Схвалено діяльність ЦКК-РСІ.
- 4. За звітом делегації ВКП(б) до Виконавчого комітету Комінтерну

Схвалено політичну лінію та практичну роботу делегації ВКП(б) до Комінтерну.
|  |  |  |  |

### У галузі економічного розвитку

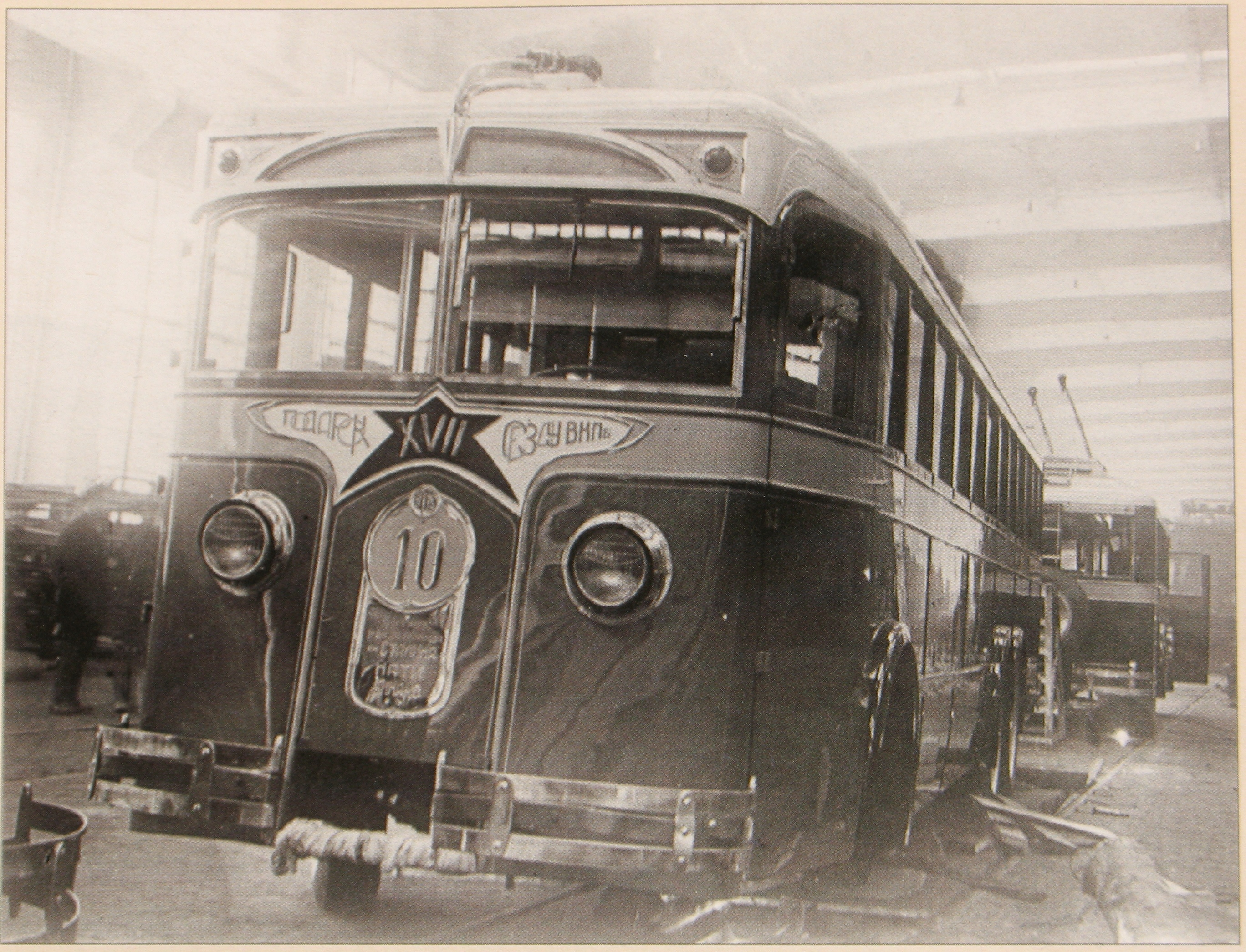
Перший московський тролейбус «Подарунок 17 з'їзду ВКП(б)»

Підбито підсумки першої п'ятирічки, визначено напрямки реалізації другого п'ятирічного плану, що передбачав перетворення СРСР на «технічно-економічно незалежну країну та найбільш передову у технічному сенсі державу в Європі»
Ухвалені документи:

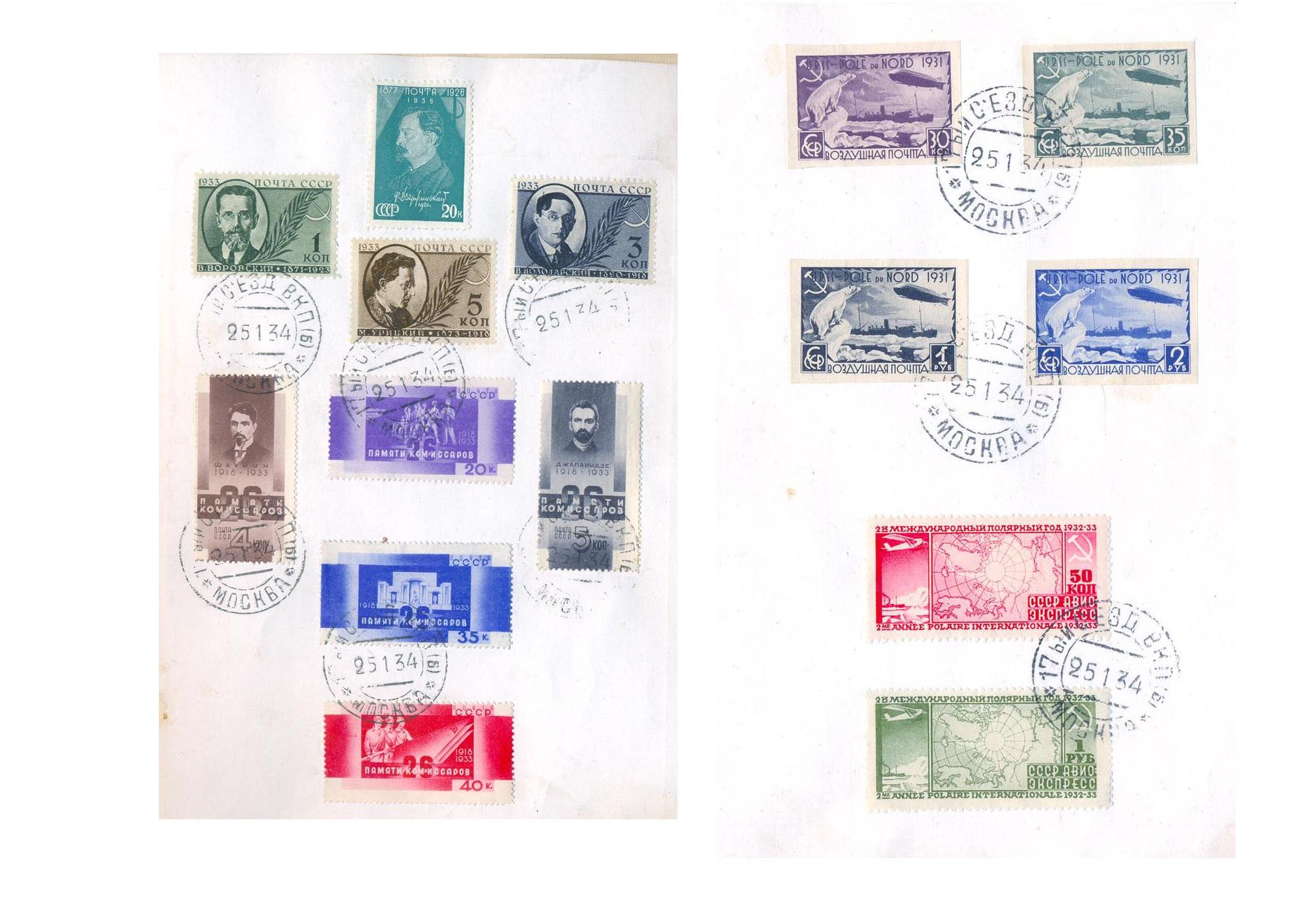
Аркуші з подарункового філателістичного альбому «Делегату XVII з'їзду ВКП(б)». Спеціальне погашення «17-й з'їзд ВКП(б), 25.01.34, Москва». Філателістична рідкість. Альбоми вручались делегатам з'їзду, більшість з яких у подальшому були проголошені ворогами народу й репресовані

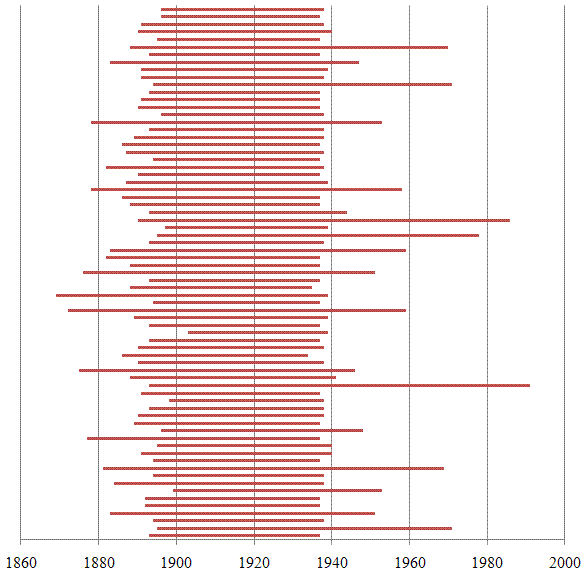
роки життя членів ЦК, обраних з'їздом

- 5. Про другий п'ятирічний план розвитку народного господарства СРСР (1933–1937)

Затверджено програму завершення технічної реконструкції всього народного господарства та зростання продукції у другій п'ятирічці, подану Держпланом СРСР та прийняту ЦК ВКП(б) й Радою народних комісарів СРСР.
Встановлено:
 — контрольні цифри за обсягами продукції;
 — напрямки здійснення технічної реконструкції народного господарства;
 — заходи до зростання продуктивності праці та зниження собівартості;
 — зростання продукції усім сільським господарством (удвічі);
 — заходи до повного завершення колективізації та здійснення технічної реконструкції всього сільського господарства;
 — зростання вантажообігу основних видів транспорту;
 — напрямки технічної реконструкції транспорту та зв'язку;
 — напрямки (програма) підготовки кадрів;
 — необхідність найширшого розгортання роботи науково-технічних інститутів та особливо заводських лабораторій;
 — загальний обсяг капітальних робіт з народного господарства на другу п'ятирічку у розмірі 133,4 млрд крб. (в цінах 1933) проти 50,5 млрд за першу п'ятирічку;
 — введення в експлуатацію нових і реконструйованих підприємств за другу п'ятирічку загальною вартістю 132 млрд крб. проти 38,6 млрд у першій п'ятирічці;
 — найважливіше будівництво;
 — напрямки розміщення виробничих сил (в тому числі створення нових опорних баз індустріалізації у східних районах Союзу (Урал, Західний та Східний Сибір, Башкирія, Далекосхідний край, Казахстан і Середня Азія);
 — програма підвищення матеріального та культурного рівня робітників і селян, та завдання у галузі підвищення матеріального й культурного рівня життя робітників села.
- З'їзд визначив, що другий п'ятирічний план розвитку народного господарства мав розв'язати 5 завдань:

1. Ліквідацію капіталістичних елементів і класів взагалі, остаточну ліквідацію на базі повного завершення колективізації селянських господарств та кооперування всіх ремісників, приватної власності на засоби виробництва; ліквідацію багатовимірності економіки Радянського Союзу і встановлення соціалістичного способу виробництва як єдиного способу виробництва з перетворенням усього трудящого населення країни на активних і свідомих будівельників соціалістичного суспільства;
2. Завершення технічної реконструкції всього народного господарства СРСР на базі, створеній у період першої п'ятирічки, яка йшла шляхом подальшого швидкого підйому промисловості, що виробляла засоби виробництва (важкої промисловості);
3. Більш швидкий підйом статку робітничих та селянських мас і при цьому рішуче покращення житлової та комунальної справи в СРСР;
4. Зміцнення економічних і політичних позицій пролетарської диктатури на базі союзу робітничого класу з селянством для остаточної ліквідації капіталістичних елементів та класів загалом;
5. Подальше зміцнення обороноздатності країни.
6. Організаційні питання (партійне та радянське будівництво)

### Організаційні питання (партійне та радянське будівництво)
На з'їзді обрано:
Центральний Комітет ВКП(б): 71 член та 68 кандидатів у члени ЦК
Центральна ревізійна комісія: 22 члени
Комісія партійного контролю: 61 член
- Більшість делегатів було репресовано за кілька років.

Персональний склад членів Центрального Комітету ВКП(б), обраний з'їздом 9 лютого 1934 року:
1. Алексєєв Петро Олексійович (1893–1937)
2. Андреєв Андрій Андрійович (1895–1971)
3. Антипов Микола Кирилович (1894–1938)
4. Бадаєв Олексій Єгорович (1883–1951)
5. Балицький Всеволод Аполлонович (1892–1937)
6. Бауман Карл Янович (1892–1937)
7. Берія Лаврентій Павлович (1899–1953)
8. Бубнов Андрій Сергійович (1884–1938)
9. Варейкіс Йосип Михайлович (1894–1938)
10. Ворошилов Климент Єфремович (1881–1969)
11. Гамарник Ян Борисович (1894–1937)
12. Ейхе Роберт Індрикович (1890–1940)
13. Євдокимов Юхим Георгійович (1891–1940)
14. Єжов Микола Іванович (1895–1940)
15. Єнукідзе Авель Сафронович (1877–1937)
16. Жданов Андрій Олександрович (1896–1948)
17. Жуков Іван Павлович (1889–1937)
18. Зеленський Ісаак Абрамович (1890–1938)
19. Іванов Володимир Іванович (1893–1938)
20. Ікрамов Акмаль Ікрамович (1898–1938)
21. Кабаков Іван Дмитрович (1891–1937)
22. Каганович Лазар Мойсейович (1893–1991)
23. Каганович Михайло Мойсейович (1888–1941)
24. Калінін Михайло Іванович (1875–1946)
25. Картвелішвілі Лаврентій Йосипович (1890–1938)
26. Кіров Сергій Миронович (1886–1934)
27. Кнорін Вільгельм Георгійович (1890–1938)
28. Кодацький Іван Федорович (1893–1937)
29. Косарєв Олександр Васильович (1903–1939)
30. Косіор Йосип Вікентійович (1893–1937)
31. Косіор Станіслав Вікентійович (1889–1939)
32. Кржижановський Гліб Максиміліанович (1872–1959)
33. Криницький Олександр Іванович (1894–1937)
34. Крупська Надія Костянтинівна (1869–1939)
35. Куйбишев Валеріан Володимирович (1888–1935)
36. Лебідь Дмитро Захарович (1893–1937)
37. Литвинов Максим Максимович (1876–1951)
38. Лобов Семен Семенович (1888–1937)
39. Любимов Ісидор Євстигнійович (1882–1937)
40. Мануїльський Дмитро Захарович (1883–1959)
41. Межлаук Валерій Іванович (1893–1938)
42. Мікоян Анастас Іванович (1895–1978)
43. Мірзоян Левон Ісайович (1897–1939)
44. Молотов В'ячеслав Михайлович (1890–1986)
45. Ніколаєва Клавдія Іванівна (1893–1944)
46. Носов Іван Петрович (1888–1937)
47. Орджонікідзе Григорій Костянтинович (1886–1937)
48. Петровський Григорій Іванович (1878–1958)
49. Постишев Павло Петрович (1887–1939)
50. П'ятаков Георгій Леонідович (1890–1937)
51. П'ятницький Йосип Аронович (1882–1938)
52. Разумов Михайло Йосипович (1894–1937)
53. Риндін Кузьма Васильович (1893–1938)
54. Рудзутак Ян Ернестович (1887–1938)
55. Румянцев Іван Петрович (1886–1937)
56. Рухимович Мойсей Львович (1889–1938)
57. Сталін Йосип Віссаріонович (1878–1953)
58. Стецький Олексій Іванович (1896–1938)
59. Сулімов Данило Єгорович (1890–1937)
60. Уханов Костянтин Васильович (1891–1937)
61. Хатаєвич Мендель Маркович (1893–1937)
62. Хрущов Микита Сергійович (1894–1971)
63. Чернов Михайло Олександрович (1891–1938)
64. Чубар Влас Якович (1891–1939)
65. Чувирін Михайло Євдокимович (1883–1947)
66. Чудов Михайло Семенович (1893–1937)
67. Шверник Микола Михайлович (1888–1970)
68. Шеболдаєв Борис Петрович (1895–1937)
69. Ягода Генріх Григорович (1891–1938)
70. Якір Йона Еммануїлович (1896–1937)
71. Яковлєв Яків Аркадійович (1896–1938)[3].

Персональний склад кандидатів у члени Центрального Комітету ВКП(б), обраний з'їздом 9 лютого 1934 року:
1. Багіров Мір Джафар Аббас огли
2. Бикін Яків Борисович
3. Благонравов Георгій Іванович
4. Блюхер Василь Костянтинович
5. Бройдо Григорій Ісаакович
6. Будьонний Семен Михайлович
7. Булганін Микола Олександрович
8. Булін Антон Степанович
9. Бухарін Микола Іванович
10. Вегер Євген Ілліч
11. Вейнберг Гаврило Давидович
12. Гикало Микола Федорович
13. Голодєд Микола Матвійович
14. Гринько Григорій Федорович
15. Грядинський Федір Павлович
16. Демченко Микола Нестерович
17. Дерибас Терентій Дмитрович
18. Еліава Шалва Зурабович
19. Єгоров Олександр Ілліч
20. Єрьомін Іван Глібович
21. Завенягін Авраамій Павлович
22. Затонський Володимир Петрович
23. Ісаєв Ураз Джанзакович
24. Калигіна Ганна Степанівна
25. Калманович Мойсей Йосипович
26. Камінський Григорій Наумович
27. Комаров Микола Павлович
28. Кубяк Микола Опанасович
29. Кульков Михайло Максимович
30. Куріцин Василь Іванович
31. Лепа Альфред Карлович
32. Лозовський Соломон Абрамович
33. Любченко Панас Петрович
34. Макаров Іван Гаврилович
35. Мехліс Лев Захарович
36. Михайлов Василь Михайлович
37. Михайлов Михайло Юхимович
38. Мусабеков Газанфар Махмуд-огли
39. Осінський Н. (Оболенський Валеріан Валеріанович)
40. Павлуновський Іван Петрович
41. Пахомов Микола Іванович
42. Позерн Борис Павлович
43. Полонський Володимир Іванович
44. Попов Микола Миколайович
45. Поскрьобишев Олександр Миколайович
46. Прамнек Едуард Карлович
47. Птуха Володимир Васильович
48. Розенгольц Аркадій Павлович
49. Риков Олексій Іванович
50. Саркісов Саркіс Артемович
51. Седельников Олексій Іванович
52. Семенов Борис Олександрович
53. Серебровський Олександр Павлович
54. Смородін Петро Іванович
55. Сокольников Григорій Якович
56. Стрієвський Костянтин Костянтинович
57. Струппе Петро Іванович
58. Товстуха Іван Павлович
59. Томський Михайло Павлович
60. Тухачевський Михайло Миколайович
61. Уборевич Ієронім Петрович
62. Угаров Олександр Іванович
63. Уншліхт Йосип Станіславович
64. Філатов Микола Олексійович
65. Шварц Ісаак Ізраїлевич
66. Штейнгарт Олександр Матвійович
67. Шубриков Володимир Петрович
68. Юркін Тихон Олександрович

Персональний склад членів Центральної Ревізійної Комісії ВКП(б), обраний з'їздом 9 лютого 1934 року:
1. Агранов Яків Саулович
2. Адоратський Володимир Вікторович
3. Алексєєв Іван Іванович
4. Аронштам Лазар Наумович
5. Владимирський Михайло Федорович
6. Єрбанов Михей Миколайович
7. Кисельов Олексій Семенович
8. Коган Євгенія Соломонівна
9. Крутов Григорій Максимович
10. Орахелашвілі Іван Дмитрович
11. Певзняк Павло Матвійович
12. Попок Яків Абрамович
13. Реденс Станіслав Францевич
14. Рябінін Євген Іванович
15. Сойфер Яків Григорович
16. Сухомлин Кирило Васильович
17. Фомін Василь Кузьмич
18. Ханджян Агасі Гевондович
19. Хлоплянкін Михайло Іванович
20. Чуцкаєв Сергій Єгорович
21. Шелехес Ілля Савелійович
22. Янсон Микола Михайлович

Персональний склад членів Комісії партійного контролю ВКП(б), обраний з'їздом 9 лютого 1934 року:
1. Акулінушкін Павло Дмитрович
2. Акулов Іван Олексійович
3. Беккер Ісаак Мойсейович
4. Березін Микола Сергійович
5. Богушевський Володимир Сергійович
6. Брікке Семен Карлович
7. Булатов Дмитро Олександрович
8. Бухарін Костянтин Іванович
9. Васильєв Степан Васильович
10. Волков Василь Леонтійович
11. Генкін Юхим Борисович
12. Грановський Мойсей Лазарович
13. Гроссман Володимир Якович
14. Давидсон Роман Єлизаветович
15. Двінський Борис Олександрович
16. Єжов Микола Іванович
17. Жуковський Семен Борисович
18. Зайцев Федір Іванович
19. Залікін Олександр Тарасович
20. Зашибаєв Олександр Сергійович
21. Зимін Микола Миколайович
22. Каганович Лазар Мойсейович
23. Караваєв Петро Миколайович
24. Кахіані Михайло Іванович
25. Коротков Іван Іванович
26. Кубар Трохим Федорович
27. Куйбишев Микола Володимирович
28. Личев Іван Якимович
29. Льовін Олександр Андрійович
30. Меєрзон Жозеф Ісакович
31. Москатов Петро Георгійович
32. Муругов Іван Васильович
33. Осьмов Микола Михайлович
34. Папарде Леонід Андрійович
35. Петерс Яків Христофорович
36. Петровський Олексій Миколайович
37. Поспєлов Петро Миколайович
38. Пшеніцин Костянтин Федорович
39. Рабичев Наум Натанович
40. Рубенов Рубен Гукасович
41. Рубінштейн Модест Йосипович
42. Салтанов Сергій Олександрович
43. Сахарова Параскевія Федорівна
44. Сахьянова Марія Михайлівна
45. Сорокін Марк Лаврентійович
46. Ставський Володимир Петрович
47. Степанов Михайло Дементійович
48. Тьомкін Марк Мойсейович
49. Френкель Арон Абрамович
50. Хавкін Самуїл Тевельович
51. Чубін Яків Абрамович
52. Шабурова Марія Олександрівна
53. Шадунц Сурен Костянтинович
54. Шарангович Василь Хомич
55. Шестаков Василь Іванович
56. Шкірятов Матвій Федорович
57. Шохін Андрій Павлович
58. Шустін Аркадій Якович
59. Юревич Едуард Іванович
60. Яковлєв Олександр Іванович
61. Ярославський Омелян Михайлович

Персональний склад членів Комісії радянського контролю при РНК СРСР, обраний з'їздом 9 лютого 1934 року:
1. Антипов Микола Кирилович
2. Анцелович Наум Маркович
3. Базилевич Георгій Дмитрович
4. Балахнін Сергій Михайлович
5. Бауер Яків Янович
6. Бєлєнький 3ахар Мойсейович
7. Богат Олександра Павлівна
8. Богданов Іван Анфімович
9. Букатий Василь Людвігович
10. Буханов Олексій Андрійович
11. Вейнбаум Ернест Іванович
12. Венгерова Раїса Семенівна
13. Вознесенський Микола Олексійович
14. Гайстер Арон Ізраїлевич
15. Гей Костянтин Веніамінович
16. Геммервердт Матвій Ісайович
17. Гіндін Яків Ісаакович
18. Гладштейн Юдиф Мойсеївна
19. Гольдич Лев Юхимович
20. Гусєв Анатолій Миколайович
21. Дейч Макс Абелевич
22. Догадов Олександр Іванович
23. Єгоров Валентин Никандрович
24. Жучаєв Дмитро Олексійович
25. Землячка Розалія Самійлівна
26. Іванов Микола Григорович
27. Іванов Олександр Олександрович
28. Ільїн Никифор Ілліч
29. Калашников Василь Степанович
30. Карлик Олександр Ісайович
31. Карпов Віктор Зіновійович
32. Кісіс Роберт Янович
33. Козловська Ганна Яківна
34. Коросташевський Ісаак Юхимович
35. Кривін Марк Григорович
36. Куйбишев Валеріан Володимирович
37. Ломов (Оппоков) Георгій Іполитович
38. Мальцев Костянтин Олександрович
39. Манфред Соломон Абрамович
40. Межлаук Іван Іванович
41. Меламед Григорій Мойсейович
42. Мірошников Іван Іванович
43. Моргунов Микола Семенович
44. Москвін Іван Михайлович
45. Назаретян Амаяк Маркарович
46. Ошвінцев Михайло Костянтинович
47. Паскуцький Микола Антонович
48. Перекатов Іван Григорович
49. Петрунічев Микола Олексійович
50. Пилаєв Георгій Миколайович
51. Прокоф'єв Георгій Євгенович
52. Пронін Гнат Степанович
53. Ремейко Олександр Георгійович
54. Ремізов Михайло Петрович
55. Розіт Альфред Ріхардович
56. Ройзенман Борис Онисимович
57. Романовський Володимир Гнатович
58. Сомс Карл Петрович
59. Стрельцов Георгій Михайлович
60. Судьїн Сергій Корнилович
61. Сулковський Федір Володимирович
62. Терехов Роман Якович
63. Триліссер Меєр Абрамович
64. Ульянова Марія Іллівна
65. Уралов Сергій Герасимович
66. Фейгін Володимир Григорович
67. Хаханьян Григорій Давидович
68. Царьов Петро Степанович
69. Ціхон Антон Михайлович
70. Шаблієвський Георгій Васильович